# Vasile Chiroiu
Vasile Chiroiu (ur. 13 sierpnia 1910 w Nagykomlós, Austro-Węgry, zm. 9 maja 1976 w Rumunii) − rumuński piłkarz, obrońca. Uczestnik mistrzostw świata z roku 1938. 9-krotny reprezentant Rumunii.

## Kariera
W wieku 14 lat rozpoczął karierę piłkarza w Politehnice Timișoara, w której występował przez rok. W 1925 trafił do seniorów tej drużyny. Następnie przeszedł do lokalnego rywala Politehniki - Banatulu, z którym doszedł do półfinałów w sezonie 1928/29 w I lidze rumuńskiej. W 1931 trafił do CFR-u Bukareszt, w którym w ciągu 3 lat rozegrał 20 spotkań i strzelił 14 bramek. 21 listopada 1931 zadebiutował w reprezentacji narodowej przeciwko Grecji. W 1935 trafił do Ripensii Timiszoara, z którą w 1936 sięgnął po mistrzostwo i puchar Rumunii. Drugi tytuł mistrza Rumunii zdobył w roku 1938 - również z Ripensią. Tego samego roku został powołany na Mundial 1938, który odbywał się we Francji. Po zakończeniu kariery sportowej, został trenerem Metalurgistulu Cugir. W celu uniknięcia nieporozumień z jego kuzynem Tudorem Chiroiu, w rumuńskiej prasie nadano mu pseudonim Chiroiu II.

### Osiągnięcia
- uczestnik Mistrzostw Świata w piłce nożnej: 1938
- zdobywca Balkan Cup: 1929/31
- zdobywca Pucharu Europy krajowych związków piłki nożnej (tytuł amatorski): 1931/34
- mistrz Rumunii: 1936, 1938
- zwycięzca Pucharu Rumunii: 1936